# 신 극장 (플젠)

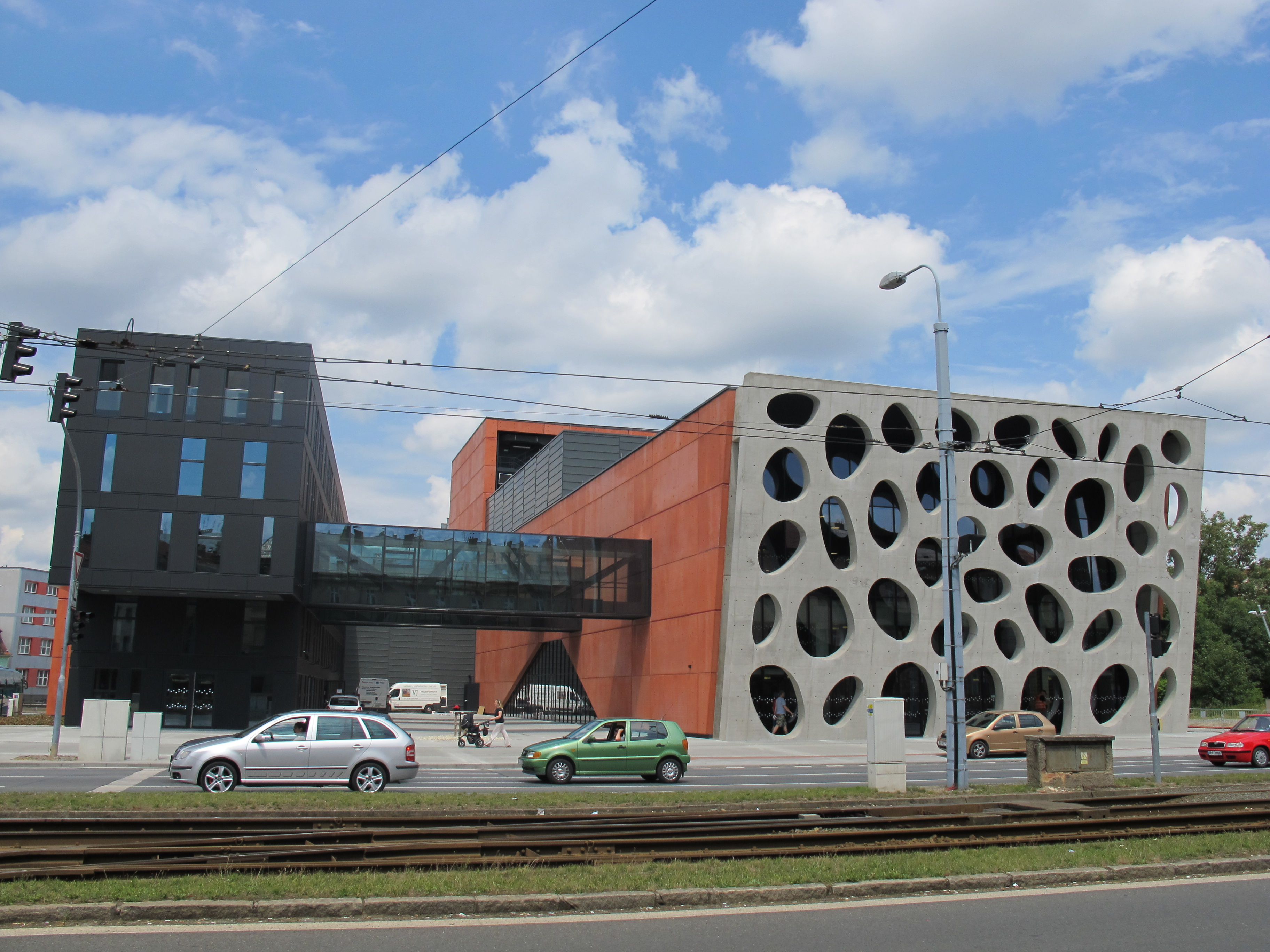
신 극장

신 극장(체코어: Nové divadlo)은 체코 플젠주 플젠에 있는 극장이다. 이 건물은 2012년부터 2014년 사이에 지어졌다. 461명의 관중을 수용할 수 있다. 이 극장에서 제일 처음으로 공연된 작품은 베드르지흐 스메타나의 《팔려간 신부》였다.